# Alexander Kačaniklić
Alexander "Alex" Kačaniklić (cyr. Александар Kачaниклић; ur. 13 sierpnia 1991) – szwedzki piłkarz serbskiego pochodzenia grający na pozycji pomocnika w szwedzkim klubie Hammarby IF.

## Kariera klubowa

### Liverpool
W 2007 roku przeszedł ze szwedzkiego Helsingborgu do Liverpoolu. Strzelił bramkę w finale FA Youth Cup w sezonie 2008/09. W sierpniu 2010 roku przeszedł do Fulham razem z Laurim Dalla Valle.

### Fulham
Po spędzeniu prawie dwóch lat w rezerwach klubu, 19 listopada 2011 roku znalazł się na ławce w spotkaniu z Sunderlandem.

### Watford (wypożyczenie)
30 stycznia 2012 roku został wypożyczony do klubu Championship, Watford do końca sezonu. Zadebiutował dzień później w wygranym 2-0 meczu z Millwall. Swojego pierwszego gola trafił 3 marca z Burnley. Po serii udanych występów jego macierzysty klub zdecydował się na jego powrót przed zakończeniem wypożyczenia.

### Powrót do Fulham
W pierwszym zespole zadebiutował 30 marca, gdy wszedł za kontuzjowanego Pawieła Pogriebniaka w 35 minucie meczu z Norwich. W pomeczowej konferencji prasowej trener Martin Jol pochwalił Szweda. 7 kwietnia zanotował pierwszy start od pierwszych minut w meczu z Bolton Wanderers. Fulham wygrał 3-0, a Kačaniklić zszedł w 88 minucie.

## Kariera reprezentacyjna
Kačaniklić występował w młodzieżowych reprezentacjach Szwecji – U-17 i U-19.
15 sierpnia 2012 roku został powołany do kadry na mecz z Brazylią. Wszedł w 65 minucie za Christiana Wilhelmssona. Szwecja przegrała 0-3.